# Martin Marietta X-24A
El Martin Marietta X-24A fue una aeronave experimental estadounidense desarrollada de la unión USAF-NASA en el programa PILOT (1963–1975). Fue diseñado y construido para comprobar los conceptos de cuerpo sustentador, experimentando con el concepto de la reentrada y aterrizaje sin motor, usado posteriormente en el Transbordador STS.

## Diseño y desarrollo

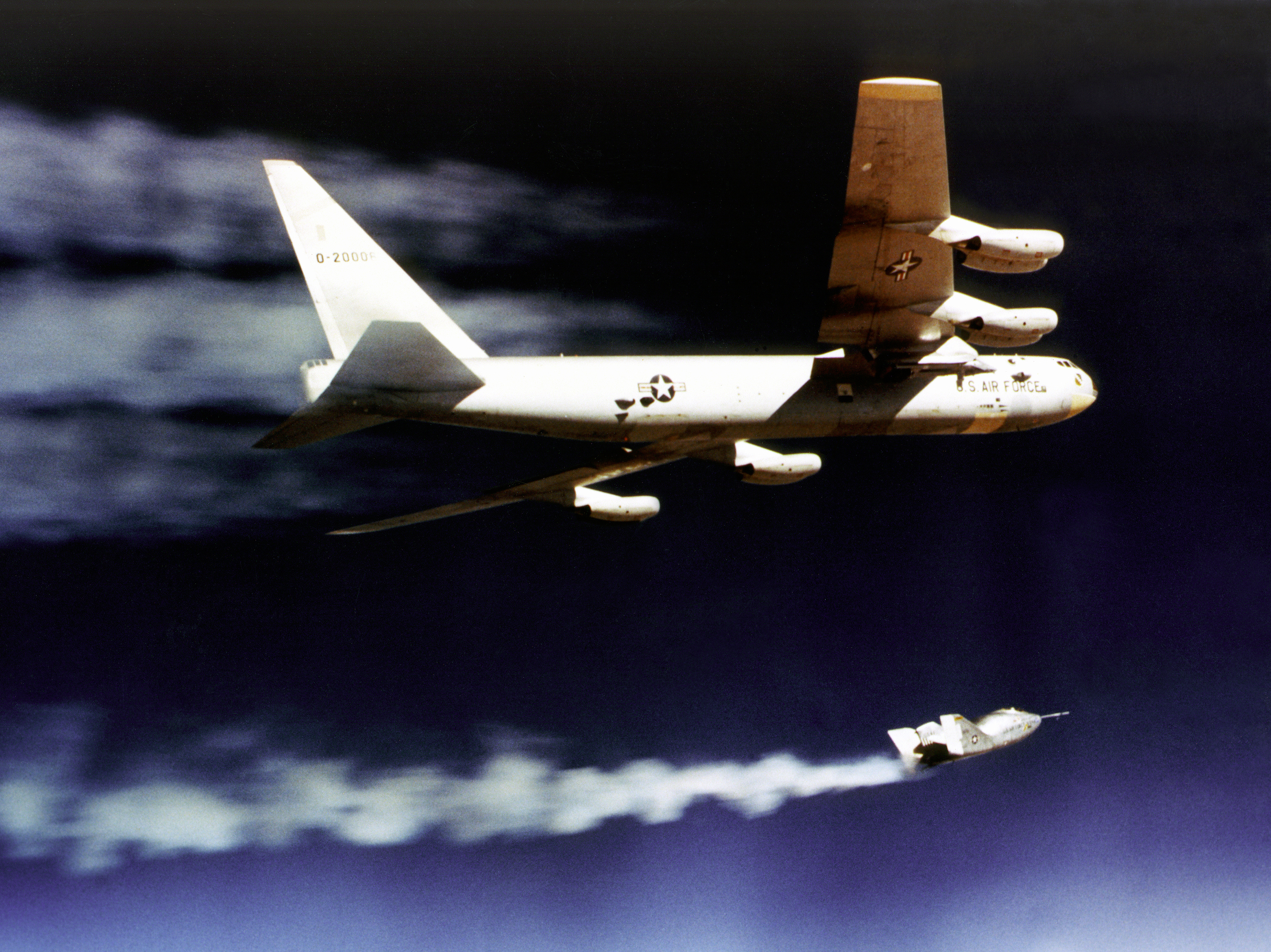
El X-24A comienza su vuelo a motor después de ser lanzado de B-52, Balls 8, durante el vuelo de investigación de 1970

El X-24 estaba en el grupo de fuselaje sustentador del Centro de Investigación de Vuelo de la NASA (ahora Centro Dryden de Investigaciones de Vuelo) en un programa cooperativo con las fuerzas aéreas de los Estados Unidos en la base de la Fuerza Aérea Edwards en California de 1963 a 1975. Los fuselajes sustentadores fueron usados para demostrar la habilidad de los pilotos para maniobrar y aterrizar con seguridad con vehículos sin alas diseñados para volar de regreso a la Tierra desde el espacio, como un avión, a un lugar predeterminado.
La elevación aerodinámica de los cuerpos sustentadores, esencial para el vuelo en la atmósfera, se obtenía por su forma. La presencia de aletas y superficies de control permitió a los pilotos estabilizar y controlar los vehículos y regular sus trayectorias de vuelo.
El X-24 (Modelo SV-5P) fue construido por Martin Marietta y volado desde Edwards AFB, California. El X-24A fue el cuarto diseño de cuerpo sustentador diseñado para volar; seguía al NASA M2-F1 en 1964, el Northrop HL-10 en 1966, el Northrop M2-F2 en 1968 y precedió al Northrop M2-F3 (1970). 
El X-24A tenía forma de una ancha lágrima con las aletas verticales para controlar Hizo su primer planeo sin motor el 17 de abril de 1969 con Air Force Maj. Jerauld R. Gentry la pilotaba. Gentry también pilotó el primer vuelo con motor el 19 de marzo de 1970. La nave fue llevada a 13,7 km de altura por un B-52 modificado y lanzado, planeando o usando sus cohetes para ascender antes de planear hacia abajo. Se hizo volar 28 veces al X-24 a velocidades de 1.667 km/h y altitudes de 21,8 km.

### SV-5J
Martin diseñó y construyó por su cuenta dos modelos del SV-5J debido al comentario de Chuck Yeager que afirmaba que le gustaría tener algún cuerpo sustentador con motor a reacción con propósito de formación.
El SV-5J era una versión con motor a reacción del X-24A, que funcionaba con cohetes. EL SV-5J tenía dimensiones idénticas al X-24A, pero funcionaba con un único motor a reacción Pratt & Whitney J60-PW-1 de 1360 kgf en lugar de los motores con cohetes XLR-11-RM-13. Martin también fabricó una maqueta inflable a escala real del SV-5J. (Hay confusión respecto al número de modelos construidos debido a que las maquetas se incluyeron en la lista de producción).
Martin fue incapaz de convencer a Milt Thompson de volar el SV-5J, incluso después de ofrecerle $20.000. Ninguno de los dos modelos voló.
Como los X-24A originales fueron convertidos en X-24B, uno de los SV-5J fue convertido para representar al X-24A en una exhibición en el Museo Nacional de la Fuerza Aérea de Estados Unidos, Wright-Patterson AFB, Ohio, aparte del X-24B original.
La maqueta inflable terminó en Hollywood y fue usada en varias películas como nave espacial.

## Historia operacional
El X-24A voló 28 veces en el programa que, como el HL-10, validó el concepto de que el transbordador espacial podía aterrizar sin motor. La mayor velocidad conseguía con el X-24A fue de 1667 km/h o Mach 1,6). Su máxima altitud fue de 21,8 km. Funcionaba con un motor de cohete XLR-11 con un empuje al vació teórico máximo de 37,7 kN. 
El X-24A fue modificado en el X-24B, más estable y con una forma completamente diferente, en 1972. La forma bulbosa del X-24A fue convertida en una forma de "plancha voladora" con una parte superior redondeada, la parte inferior plana y una doble ala delta con un extremo puntiagudo. Fue la base del Martin SV-5J. El la forma del X-24A fue tomada por el NASA X-38.
Pilotos del X-24A
- Jerauld R. Gentry - 13 vuelos
- John A. Manke - 12 vuelos
- Cecil W. Powell - 3 vuelos
- Steve Austin - 1 vuelo